# Survivor Series
Survivor Series é um evento de wrestling profissional pay-per-view (PPV) e transmissão ao vivo, produzido anualmente desde 1987 pela WWE, a maior promoção de wrestling profissional do mundo. Realizado em novembro, é o segundo evento PPV mais longo da história, atrás do principal evento da WWE, WrestleMania. Além do PPV, o evento foi ao ar nos serviços de transmissão ao vivo WWE Network desde 2014 e Peacock desde 2021. Também é considerado um dos cinco maiores eventos do ano da empresa, junto com WrestleMania, Royal Rumble, SummerSlam e Money in the Bank, referido como os "Cinco Grandes".
O evento é tradicionalmente caracterizado por ter partidas do Survivor Series, que são partidas de eliminação de duplas que normalmente apresentam equipes de quatro ou cinco lutadores uns contra os outros. Em alguns casos, estipulações são adicionadas a essas partidas, como membros do time perdedor sendo (kayfabe) demitidos. Desde que a WWE reintroduziu a extensão da marca em 2016, o Survivor Series se concentrou na competição entre lutadores das marcas Raw e SmackDown pela supremacia da marca; O NXT também esteve envolvido na competição em 2019. Em 2022, o evento foi renomeado como Survivor Series WarGames e contará com partidas de WarGames para homens e mulheres, marcando o primeiro evento do plantel principal da WWE a apresentar a partida de WarGames.

## Origens e mudanças

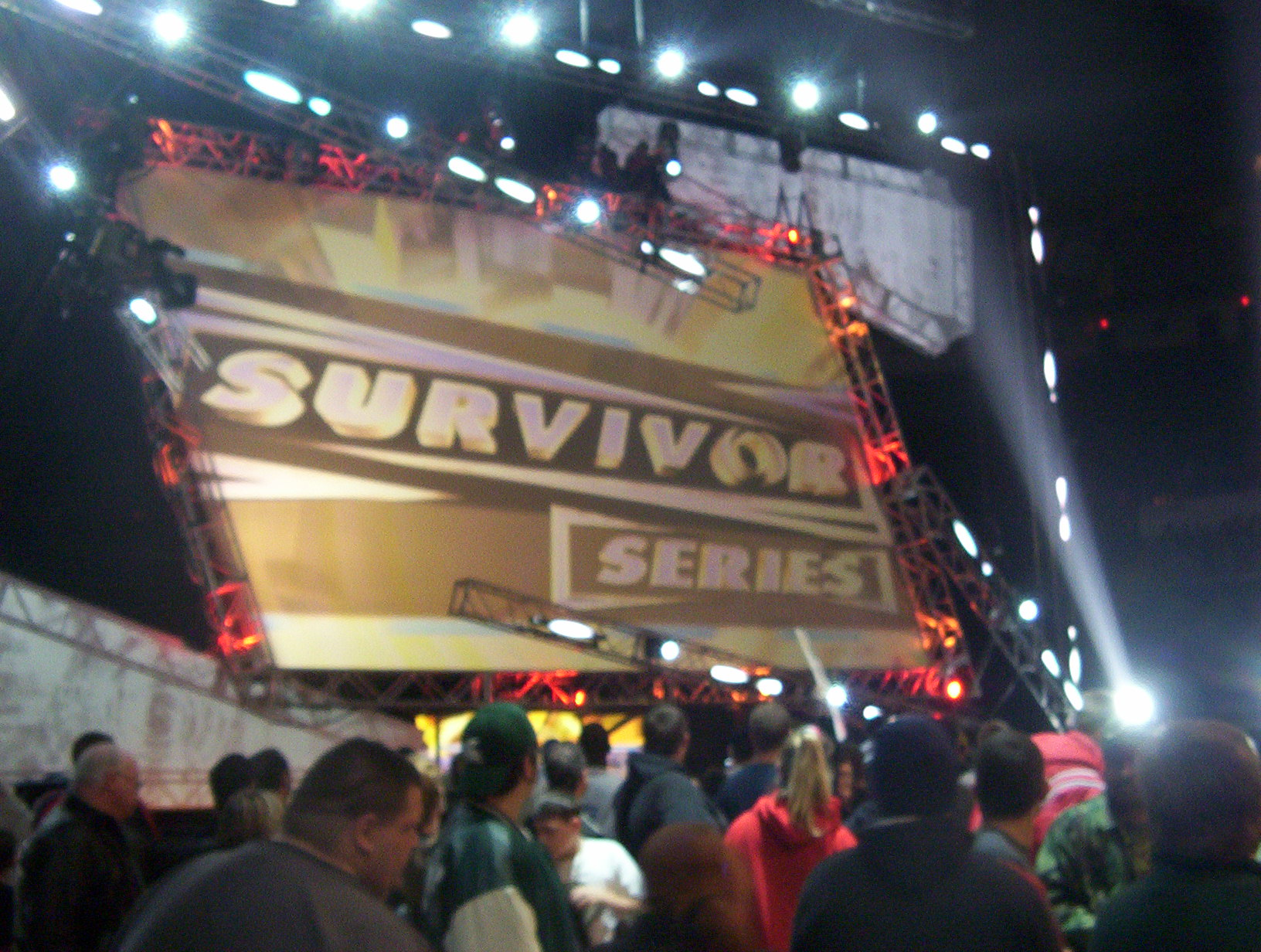
A configuração do palco Survivor Series 2005.

A primeira Survivor Series, realizada em 1987, veio logo após o sucesso da WrestleMania III, quando a World Wrestling Federation (WWF) começou a ver o potencial lucrativo do mercado de pay-per-view (PPV). O primeiro evento aproveitou a grande rivalidade entre André the Giant e Hulk Hogan, que lutaram entre si na WrestleMania III. O Survivor Series foi originalmente criada para ser uma "tradição de Ação de Graças", já que os oito primeiros eventos da Survivor Series ocorreram no Dia de Ação de Graças (1987–1990) ou na véspera de Ação de Graças (1991–1994). Desde o evento de 1995, o Survivor Series foi realizado em vários domingos antes do Dia de Ação de Graças. As edições de 2005 e 2006 foram realizadas no domingo após o Dia de Ação de Graças. O evento de 2022 será realizado no sábado após o Dia de Ação de Graças. O evento de 1997 foi notório por apresentar o Montreal Screwjob. Survivor Series seria descontinuado e renomeado em 2010, mas após protestos dos fãs, a empresa decidiu continuar com o evento. Survivor Series se tornou o segundo evento PPV mais longo da história (atrás da WrestleMania), e também é considerado um dos "Quatro Grandes" pay-per-views, junto com WrestleMania, Royal Rumble e SummerSlam, o original da promoção. quatro eventos anuais e seus quatro maiores eventos do ano. De 1993 a 2002, foi considerado um dos "Cinco Grandes", incluindo King of the Ring, mas esse evento PPV foi descontinuado após 2002. Em agosto de 2021, o Money in the Bank foi reconhecido como um dos "Cinco Grandes".
Em maio de 2002, o WWF foi renomeado para World Wrestling Entertainment (WWE) após uma ação judicial com o World Wildlife Fund sobre o inicialismo "WWF". Em abril de 2011, a promoção deixou de usar seu nome completo com a abreviação "WWE" tornando-se um inicialismo órfão. Também em março de 2002, a promoção introduziu a extensão da marca, na qual a lista foi dividida entre as marcas Raw e SmackDown, onde os lutadores foram designados exclusivamente para atuar—ECW tornou-se uma terceira marca em 2006. A primeira extensão de marca foi dissolvida em agosto de 2011, mas foi reintroduzida em julho de 2016. Survivor Series, juntamente com os outros eventos "Quatro Grandes" originais, foram os únicos PPVs a nunca serem realizados exclusivamente para uma marca durante os períodos de divisão de marca. Em 2014, Survivor Series começou a ser transmitido no serviço de streaming online da WWE, o WWE Network, lançado em fevereiro daquele ano, e em 2021, o evento ficou disponível no Peacock quando a versão americana do WWE Network se fundiu sob Peacock em março daquele ano.
Como resultado da pandemia do COVID-19 no início de 2020, a WWE teve que apresentar a maior parte de sua programação para Raw e SmackDown a portas fechadas no WWE Performance Center em Orlando, Flórida, a partir de meados de março. Em agosto, esses eventos foram transferidos para a bolha bio-segura da WWE, o WWE ThunderDome, hospedado no Amway Center de Orlando. O Survivor Series de 2020, por sua vez, foi produzida a partir do ThunderDome e foi o último PPV da WWE para apresentar o ThunderDome do Amway Center, já que no início de dezembro, o ThunderDome foi transferido para o Tropicana Field em São Petersburgo, Flórida. Em julho de 2021, a WWE retomou a turnê ao vivo com os fãs.

### Concorrência da marca (2016–presente)
Durante o primeiro período de extensão da marca (2002–2011), houve apenas algumas lutas do Survivor Series que foram realizadas entre lutadores das duas marcas (por exemplo, Team Raw vs Team SmackDown), mas não foi o foco do evento. No entanto, com o retorno da divisão da marca em 2016, a Survivor Series desde então se concentrou na competição direta entre as marcas Raw e SmackDown pela supremacia da marca, semelhante aos antigos eventos Bragging Rights realizados durante a primeira divisão da marca em 2010 e 2011. Além das tradicionais partidas da Survivor Series, onde homens e mulheres das duas marcas se enfrentam (2016 e 2018 também tiveram partidas com as equipes de marcas das marcas se enfrentando), houve partidas interpromocionais que apresentam os campeões das marcas um contra o outro. outro em lutas sem título (por exemplo, Campeã Feminina do Raw vs. Campeã Feminina do SmackDown).
Os eventos de 2016, 2017 e 2018 foram disputados entre Raw e SmackDown. O evento de 2016 foi a gênese para o que se tornou o tema da supremacia da marca que começou em 2017. Em 2017 e 2018, o Raw venceu a competição com uma pontuação de 4–3 e 6–1, respectivamente (o do SmackDown ponto em 2018 ocorreu no pré-show). O evento de 2019 viu a adição da marca NXT, que anteriormente servia como território de desenvolvimento da WWE, mas se tornou uma das três principais marcas da WWE em 2019 e, por sua vez, apresentou as primeiras lutas de eliminação do Survivor Series para homens e mulheres. O NXT posteriormente venceu a competição daquele ano com uma vitória por 4–2–1, com o SmackDown tendo 2 pontos, e a única vitória do Raw ocorrendo no pré-show. O NXT não competiria no evento de 2020 devido à pandemia do COVID-19. Surtos do vírus ocorreram em ambas as arenas do NXT, Full Sail University e WWE Performance Center, levando a WWE a excluir os lutadores do NXT do evento para evitar a transmissão potencial do vírus para os membros do Raw e SmackDown. Raw venceria a competição daquele ano com uma vitória por 4–3 sobre o SmackDown. O evento de 2021 também não incluiu o NXT, já que a marca voltou ao seu status de território de desenvolvimento da WWE em setembro daquele ano. No evento de 2021, o Raw novamente venceu a competição com uma vitória por 5–2 sobre o SmackDown.
Em 19 de setembro de 2022, o executivo da WWE, Triple H, anunciou que o evento de 2022 apresentaria duas lutas WarGames, uma para homens e mulheres, que não seriam baseadas no conceito “Brand versus Brand”. Isso marca a primeira vez para um evento do plantel principal da WWE apresentar a partida WarGames. O evento de 2022, por sua vez, foi renomeado como Survivor Series WarGames, e também será o primeiro Survivor Series realizado em um sábado. A marca NXT realizou anteriormente um evento anual WarGames de 2017 a 2021. Com a partida WarGames passando para a lista principal de Survivor Series, isso posteriormente encerrou o evento WarGames do NXT, que foi substituído por Deadline.
Em uma entrevista ao The Ringer sobre WarGames no Survivor Series, Triple H disse:
A tradição da Survivor Series diminuiu e fluiu e mudou um pouco ao longo do tempo, mas isso será semelhante a isso. Isso não será Raw versus SmackDown. Será muito mais baseado na história. Eu ainda vejo isso como um componente tradicional do Survivor Series porque são grandes equipes de pessoas competindo. Nós apenas aumentamos um pouco a aposta com WarGames e o fizemos evoluir. Survivor Series tem sido um evento incrível há 36 anos. E precisa evoluir um pouco e este ano parecia o momento certo para fazê-lo.

## Lutas Survivor Series
O evento é tradicionalmente caracterizado por ter lutas do Survivor Series, que são lutas de eliminação de duplas que normalmente apresentam equipes de quatro ou cinco lutadores uns contra os outros. A promoção teve várias partidas de eliminação de duplas no início de 1987, embora com equipes de três homens e as rivalidades vagamente relacionadas. Em uma quebra inicial da norma, o evento de 1992 teve apenas uma partida do Survivor Series. O evento de 1998 foi o primeiro sem nenhuma luta do Survivor Series, ao invés disso focando em um torneio de eliminação para o vago Campeonato da WWF. O evento de 2002 foi o único outro evento a não incluir nenhuma partida do Survivor Series. Em vez disso, teve uma luta de eliminação de mesas e uma luta de duplas de eliminação triple threat, mas mais notavelmente, o evento viu a estreia da luta Elimination Chamber.

## Eventos
| 1                                                 | Survivor Series (1987)           | 26 de novembro de 1987 | Richfield, Ohio                       | Richfield Coliseum              | André the Giant, Butch Reed, King Kong Bundy, One Man Gang e Rick Rude vs. Bam Bam Bigelow, Don Muraco, Hulk Hogan, Ken Patera e Paul Orndorff em uma luta de eliminação 5-on-5 Survivor Series                                        | [ 1 ]                |
| 2                                                 | Survivor Series (1988)           | 24 de novembro de 1988 | Richfield, Ohio                       | Richfield Coliseum              | Akeem, Big Boss Man, Haku, Ted DiBiase e The Red Rooster vs. Hercules, Hillbilly Jim, Hulk Hogan, Koko B. Ware e Randy Savage em uma luta de eliminação 5-on-5 Survivor Series                                                         | [ 45 ]               |
| 3                                                 | Survivor Series (1989)           | 23 de novembro de 1989 | Rosemont, Illinois                    | Rosemont Horizon                | The Heenan Family (Bobby Heenan, André the Giant, Arn Anderson e Haku) vs. The Ultimate Warriors (The Ultimate Warrior, Jim Neidhart e The Rockers (Marty Jannetty e Shawn Michaels)) em uma luta de eliminação 4-on-4 Survivor Series |                      |
| 4                                                 | Survivor Series (1990)           | 22 de novembro de 1990 | Hartford, Connecticut                 | Hartford Civic Center           | Hulk Hogan, The Ultimate Warrior e Tito Santana vs. Hercules, Paul Roma, Rick Martel, The Warlord e Ted DiBiase em uma luta de eliminação 3-on-5 Survivor Series                                                                       |                      |
| 5                                                 | Survivor Series (1991)           | 27 de novembro de 1991 | Detroit, Michigan                     | Joe Louis Arena                 | Big Boss Man e The Legion of Doom (Animal e Hawk) vs. Irwin R. Schyster e The Natural Disasters (Earthquake e Typhoon) em uma luta de eliminação 3-on-5 Survivor Series                                                                | [ 46 ]               |
| 6                                                 | Survivor Series (1992)           | 25 de novembro de 1992 | Richfield, Ohio                       | Richfield Coliseum              | Bret Hart (c) vs. Shawn Michaels pelo Campeonato Mundial dos Pesos Pesados da WWF | [ 42 ]               |
| 7                                                 | Survivor Series (1993)           | 24 de novembro de 1993 | Boston, Massachusetts                 | Boston Garden                   | The All-Americans (Lex Luger, The Undertaker e The Steiner Brothers (Rick Steiner e Scott Steiner)) vs. The Foreign Fanatics (Crush, Ludvig Borga, Quebecer Jacques e Yokozuna) em uma luta de eliminação 4-on-4 Survivor Series       |                      |
| 8                                                 | Survivor Series (1994)           | 23 de novembro de 1994 | San Antonio, Texas                    | Freeman Coliseum                | The Undertaker vs. Yokozuna em uma luta de caixão com Chuck Norris como árbitro convidado especial | [ 47 ]               |
| 9                                                 | Survivor Series (1995)           | 19 de novembro de 1995 | Landover, Maryland                    | USAir Arena                     | Diesel (c) vs. Bret Hart em uma luta sem desqualificação pelo Campeonato Mundial dos Pesos Pesados da WWF | [ 48 ]               |
| 10                                                | Survivor Series (1996)           | 17 de novembro de 1996 | Nova York, Nova York                  | Madison Square Garden           | Shawn Michaels (c) vs. Sycho Sid pelo Campeonato Mundial dos Pesos Pesados da WWF | [ 49 ]               |
| 11                                                | Survivor Series (1997)           | 9 de novembro de 1997  | Montreal, Quebec, Canadá              | Molson Centre                   | Bret Hart (c) vs. Shawn Michaels pelo Campeonato Mundial dos Pesos Pesados da WWF | [ 2 ]                |
| 12                                                | Survivor Series (1998)           | 15 de novembro de 1998 | St. Louis, Missouri                   | Kiel Center                     | Mankind vs. The Rock em uma final de torneio pelo vago Campeonato da WWF | [ 43 ]               |
| 13                                                | Survivor Series (1999)           | 14 de novembro de 1999 | Detroit, Michigan                     | Joe Louis Arena                 | Triple H (c) vs. Big Show vs. The Rock em uma luta triple threat pelo Campeonato da WWF | [ 50 ]               |
| 14                                                | Survivor Series (2000)           | 19 de novembro de 2000 | Tampa, Flórida                        | Ice Palace                      | Stone Cold Steve Austin vs. Triple H em uma luta sem desqualificação | [ 50 ]               |
| 15                                                | Survivor Series (2001)           | 18 de novembro de 2001 | Greensboro, Carolina do Norte         | Greensboro Coliseum Complex     | Team WWF (Big Show, Chris Jericho, Kane, The Rock e The Undertaker) vs. Team Alliance (Stone Cold Steve Austin, Rob Van Dam, Kurt Angle, Booker T e Shane McMahon) em uma luta de eliminação 5-on-5 Survivor Series                    |                      |
| 16                                                | Survivor Series (2002)           | 17 de novembro de 2002 | Nova York, Nova York                  | Madison Square Garden           | Triple H (c) vs. Booker T vs. Chris Jericho vs. Kane vs. Rob Van Dam vs. Shawn Michaels em uma Elimination Chamber pelo Campeonato Mundial dos Pesos Pesados                                                                           | [ 44 ]               |
| 17                                                | Survivor Series (2003)           | 16 de novembro de 2003 | Dallas, Texas                         | American Airlines Center        | Goldberg (c) vs. Triple H pelo Campeonato Mundial dos Pesos Pesados | [ 51 ]               |
| 18                                                | Survivor Series (2004)           | 14 de novembro de 2004 | Cleveland, Ohio                       | Gund Arena                      | Team Orton (Randy Orton, Chris Benoit, Chris Jericho e Maven) vs. Team Triple H (Triple H, Batista, Edge e Gene Snitsky) em uma luta de eliminação 5-on-5 Survivor Series                                                              | [ 52 ]               |
| 19                                                | Survivor Series (2005)           | 27 de novembro de 2005 | Detroit, Michigan                     | Joe Louis Arena                 | Team Raw (Big Show, Carlito, Chris Masters, Kane e Shawn Michaels) vs. Team SmackDown! (Batista, Bobby Lashley, John "Bradshaw" Layfield, Randy Orton e Rey Mysterio) em uma luta de eliminação 5-on-5 Survivor Series                 | [ 53 ]               |
| 20                                                | Survivor Series (2006)           | 26 de novembro de 2006 | Filadélfia, Pensilvânia               | Wachovia Center                 | King Booker (c) vs. Batista pelo Campeonato Mundial dos Pesos Pesados | [ 54 ]               |
| 21                                                | Survivor Series (2007)           | 18 de novembro de 2007 | Miami, Florida                        | American Airlines Arena         | Batista (c) vs. The Undertaker em uma luta Hell in a Cell pelo Campeonato Mundial dos Pesos Pesados | [ 55 ]               |
| 22                                                | Survivor Series (2008)           | 23 de novembro de 2008 | Boston, Massachusetts                 | TD Banknorth Garden             | Chris Jericho (c) vs. John Cena pelo Campeonato Mundial dos Pesos Pesados | [ 56 ]               |
| 23                                                | Survivor Series (2009)           | 22 de novembro de 2009 | Washington, D.C.                      | Verizon Center                  | John Cena (c) vs. Shawn Michaels vs. Triple H em uma luta triple threat pelo Campeonato da WWE | [ 50 ]               |
| 24                                                | Survivor Series (2010)           | 21 de novembro de 2010 | Miami, Flórida                        | American Airlines Arena         | Randy Orton (c) vs. Wade Barrett pelo Campeonato da WWE com John Cena como árbitro convidado especial | [ 57 ]               |
| 25                                                | Survivor Series (2011)           | 20 de novembro de 2011 | Nova York, Nova York                  | Madison Square Garden           | John Cena e The Rock vs. Awesome Truth (The Miz e R-Truth) | [ 58 ]               |
| 26                                                | Survivor Series (2012)           | 18 de novembro de 2012 | Indianapolis, Indiana                 | Bankers Life Fieldhouse         | CM Punk (c) vs. John Cena vs. Ryback iem uma luta triple threat pelo Campeonato da WWE |                      |
| 27                                                | Survivor Series (2013)           | 24 de novembro de 2013 | Boston, Massachusetts                 | TD Garden                       | Randy Orton (c) vs. Big Show pelo Campeonato da WWE | [ 59 ]               |
| 28                                                | Survivor Series (2014)           | 23 de novembro de 2014 | St. Louis, Missouri                   | Scottrade Center                | Team Cena (John Cena, Big Show, Dolph Ziggler, Erick Rowan e Ryback) vs. Team Authority (Kane, Luke Harper, Mark Henry, Rusev e Seth Rollins) em uma luta de eliminação 5-on-5 Survivor Series                                         | [ 60 ]               |
| 29                                                | Survivor Series (2015)           | 22 de novembro de 2015 | Atlanta, Geórgia                      | Philips Arena                   | Roman Reigns (c) vs. Sheamus pelo Campeonato Mundial dos Pesos Pesados da WWE na luta cash-in do contrato Money in the Bank de Sheamus                                                                                                 | [ 61 ]               |
| 30                                                | Survivor Series (2016)           | 20 de novembro de 2016 | Toronto, Ontario, Canadá              | Air Canada Centre               | Brock Lesnar vs. Goldberg | [ 27 ] [ 28 ]        |
| 31                                                | Survivor Series (2017)           | 19 de novembro de 2017 | Houston, Texas                        | Toyota Center                   | Team Raw (Braun Strowman, Finn Bálor, Kurt Angle, Samoa Joe e Triple H) vs. Team SmackDown (Bobby Roode, John Cena, Randy Orton, Shane McMahon e Shinsuke Nakamura) em uma luta de eliminação 5-on-5 Survivor Series                   | [ 29 ] [ 30 ]        |
| 32                                                | Survivor Series (2018)           | 18 de novembro de 2018 | Los Angeles, California               | Staples Center                  | Brock Lesnar vs. Daniel Bryan | [ 31 ] [ 25 ]        |
| 33                                                | Survivor Series (2019)           | 24 de novembro de 2019 | Rosemont, Illinois                    | Allstate Arena                  | Bayley vs. Becky Lynch vs. Shayna Baszler em uma luta triple threat | [ 32 ] [ 33 ]        |
| 34                                                | Survivor Series (2020)           | 22 de novembro de 2020 | Orlando, Florida                      | WWE ThunderDome no Amway Center | Drew McIntyre vs. Roman Reigns | [ 19 ] [ 20 ]        |
| 35                                                | Survivor Series (2021)           | 21 de novembro de 2021 | Brooklyn, Nova Iorque                 | Barclays Center                 | Big E vs. Roman Reigns | [ 62 ] [ 36 ] [ 37 ] |
| 36                                                | Survivor Series: WarGames (2022) | 26 de novembro de 2022 | Boston, Massachusetts                 | TD Garden                       | The Bloodline (Roman Reigns, Jey Uso, Jimmy Uso, Solo Sikoa e Sami Zayn) vs. The Brawling Brutes (Sheamus, Ridge Holland e Butch), Drew McIntyre e Kevin Owens em uma luta WarGames                                                    | [ 63 ]               |
| 37                                                | Survivor Series: WarGames (2023) | 25 de novembro de 2023 | Rosemont, Illinois                    | Allstate Arena                  | Cody Rhodes, Seth "Freakin" Rollins, Jey Uso, Sami Zayn e Randy Orton vs. The Judgment Day (Damian Priest, Finn Bálor, "Dirty" Dominik Mysterio e JD McDonagh) e Drew McIntyre em uma luta WarGames                                    | [ 64 ] [ 65 ] [ 66 ] |
| 38                                                | Survivor Series: WarGames (2024) | 30 de novembro de 2024 | Vancouver, Colúmbia Britânica, Canadá | Rogers Arena                    | Roman Reigns, The Usos (Jey Uso e Jimmy Uso), Sami Zayn e CM Punk vs. The Bloodline (Solo Sikoa, Jacob Fatu, Tama Tonga e Tonga Loa) e Bronson Reed em uma luta WarGames                                                               | [ 67 ]               |
| 39                                                | Survivor Series: WarGames (2025) | 29 de novembro de 2025 | San Diego, Califórnia                 | Petco Park                      | | [ 68 ]               |
| (c) – refere-se ao(s) campeão(s) indo para a luta |                                  |                        |                                       |                                 | |                      |